# Campeonato Mundial Juvenil de Ginástica Artística
O Campeonato Mundial Juvenil de Ginástica Artística da FIG, é uma competição de ginástica artística organizada pela Federação Internacional de Ginástica (FIG).

## História
A edição inaugural foi realizada em Győr, Hungria, em junho de 2019. Os campeonatos subsequentes devem ser realizados bianualmente em anos ímpares de 2021 em diante. A edição de 2021 foi cancelada por causa da pandemia de COVID-19. A segunda edição do campeonato ocorreu em 2023.
Os elegíveis são meninas de 14 a 15 anos e meninos de 16 a 17 anos. (Há também uma proposta de permitir que garotos de 18 anos permaneçam no nível juvenil para o campeonato mundial daquele ano. Se eles optarem por competir no mundial juvenil, não poderão competir nos seniores e vice-versa. A proposta será discutida na reunião do Conselho da FIG na Namíbia em maio de 2020.)
O programa dos campeonatos mundiais juvenis compreende oito disciplinas masculinas (equipe, individual geral, exercício de solo, cavalo com alças, argolas, salto, barras paralelas, barra fixa) e seis disciplinas femininas (equipe, individual geral, exercício de solo, salto, barras assimétricas, trave de equilíbrio), com um total de 14 conjuntos de medalhas em jogo.

## Edições
| Ano  | Edição                                  | Cidade sede                             | País                                    | Eventos (meninos/meninas)               | 1º no Quadro de Medalhas                | 2º no Quadro de Medalhas                | 3º no Quadro de Medalhas                |
| ---- | --------------------------------------- | --------------------------------------- | --------------------------------------- | --------------------------------------- | --------------------------------------- | --------------------------------------- | --------------------------------------- |
| 2019 | I                                       | Győr                                    | Hungria                                 | 8 / 6                                   | Rússia                                  | Japão                                   | Ucrânia                                 |
| 2021 | cancelado devido à pandemia de COVID-19 | cancelado devido à pandemia de COVID-19 | cancelado devido à pandemia de COVID-19 | cancelado devido à pandemia de COVID-19 | cancelado devido à pandemia de COVID-19 | cancelado devido à pandemia de COVID-19 | cancelado devido à pandemia de COVID-19 |
| 2023 | II                                      | Antália                                 | Turquia                                 | 8 / 6                                   | Japão                                   | Itália                                  | China                                   |

## Melhores resultados das principais nações por evento

### Masculino
Apenas nações que ganharam uma medalha e ficaram entre os 8 primeiros em pelo menos três eventos são listadas. Posições abaixo de 8 não são levadas em conta.
| Event            | ARM | BRA | CAN | CHN | COL | GBR | HUN | ITA | JPN | UKR |
| ---------------- | --- | --- | --- | --- | --- | --- | --- | --- | --- | --- |
| Equipes          | 4   | –   | 5   | 2   | –   | 7   | –   | 3   | 1   | 2   |
| Individual geral | 6   | –   | 4   | 1   | 2   | –   | –   | 3   | 1   | 3   |
| Solo             | –   | –   | 2   | 6   | 1   | 8   | –   | 3   | 4   | 3   |
| Cavalo com alças | 1   | –   | –   | 6   | –   | 4   | –   | –   | 1   | 6   |
| Argolas          | 1   | 2   | 1   | 3   | –   | –   | –   | 3   | 2   | –   |
| Salto            | –   | 5   | 2   | 2   | –   | 3   | 3   | 1   | 8   | –   |
| Barras paralelas | 4   | –   | –   | 2   | 1   | 6   | 5   | –   | 1   | 4   |
| Barra fixa       | –   | 6   | –   | 2   | 3   | 6   | 3   | 4   | 1   | 1   |

### Feminino
Apenas nações que ganharam uma medalha e ficaram entre os 8 primeiros em pelo menos dois eventos são listadas. Posições abaixo de 8 não são levadas em conta.
| Event               | ARG | CAN | CHN | GER | GBR | ITA | JPN | ROU | RUS | USA |
| ------------------- | --- | --- | --- | --- | --- | --- | --- | --- | --- | --- |
| Equipes             | 5   | 4   | 2   | 7   | 6   | 3   | 1   | 4   | 1   | 2   |
| Individual geral    | –   | –   | 3   | 6   | 5   | 3   | 1   | 8   | 1   | 4   |
| Salto               | 1   | 7   | 6   | –   | 2   | 2   | 8   | –   | 3   | 1   |
| Barras assimétricas | 6   | –   | 3   | 2   | –   | 1   | 4   | –   | 1   | 4   |
| Trave               | –   | 3   | 1   | 7   | 6   | 8   | 4   | 2   | 1   | 3   |
| Solo                | –   | 6   | 2   | –   | 4   | 1   | 3   | 6   | 1   | 2   |

## Quadro geral de medalhas
| Pos.                | País                | Ouro | Prata | Bronze | Total |
| ------------------- | ------------------- | ---- | ----- | ------ | ----- |
| 1                   | Japão               | 9    | 4     | 2      | 15    |
| 2                   | Rússia              | 5    | 3     | 2      | 10    |
| 3                   | Itália              | 3    | 1     | 8      | 12    |
| 4                   | China               | 2    | 7     | 3      | 12    |
| 5                   | Colômbia            | 2    | 1     | 1      | 4     |
| 6                   | Armênia             | 2    | 1     | 0      | 3     |
| 7                   | Estados Unidos      | 1    | 2     | 2      | 5     |
| 8                   | Canadá              | 1    | 2     | 1      | 4     |
| 9                   | Ucrânia             | 1    | 1     | 2      | 4     |
| 10                  | Romênia             | 1    | 1     | 0      | 2     |
| 11                  | Coreia do Sul       | 1    | 0     | 0      | 1     |
| 11                  | Argentina           | 1    | 0     | 0      | 1     |
| 13                  | Alemanha            | 0    | 2     | 0      | 2     |
| 14                  | Grã-Bretanha        | 0    | 1     | 1      | 2     |
| 15                  | Brasil              | 0    | 1     | 0      | 1     |
| 16                  | Hungria             | 0    | 0     | 2      | 2     |
| 17                  | França              | 0    | 0     | 1      | 1     |
| 17                  | Cazaquistão         | 0    | 0     | 1      | 1     |
| 17                  | Egito               | 0    | 0     | 1      | 1     |
| 17                  | Letónia             | 0    | 0     | 1      | 1     |
| Total (20 entradas) | Total (20 entradas) | 29   | 27    | 28     | 84    |